# 爛れた関係 猫股のオンナ
『爛れた関係 猫股のオンナ』（ただれたかんけい ねこまたのおんな）は、2019年に制作されたR18+指定の日本映画。
監督・脚本・編集は工藤雅典、共同脚本は橘満八。主演に並木塔子、助演に相沢みなみ、長谷川千紗、佐々木麻由子の女優４名をキャスティング。同年9月13日から19日まで、上野オークラ劇場と横浜光音座２で初公開された。2020年9月2日にDVD発売・レンタル開始。

## ストーリー
浅倉鈴が単身赴任中の夫・雄一の同僚・砥部と不倫中の夜、スマホに夫から東京本社に栄転で戻る旨のLINEが入っていた。帰り途で砥部に雄一と別れるよう懇願されても、鈴は耳を貸さずに一人でタクシーを拾おうとする。砥部は鈴を抱える形で路上に出ると、二人の前に車のヘッドライトが迫る。急ブレーキの音が軋んで砥部だけが亡くなり、病院に搬送された鈴は軽傷で済んだ。雨の翌朝、雄一が傘も差さずに駆けつけたところ、たった今、鈴が病室から消えたと一足先に訪れていた上司・水木は言う。鈴のコートのポケットにはひび割れた画面のスマホが残され、雄一の想像力だけではパスワード・ロックが外せない。後日、砥部の葬儀で雄一は未亡人・まなみと娘・茜に会う。茜は「妻を寝取られた夫と、夫を寝取られた妻とその娘、最悪だわ、格好悪過ぎ。」と悪態をついた。間もなく、雄一はまなみとも部下の今井とも接近されるままに関係を持つ。ある夜、歩道橋を渡る時にふと通りへ目を向けると、鈴と見紛うばかりの女が歩いていて雄一は思わず走り寄る――。

## キャスト
浅倉鈴
演 - 並木塔子
雄一の妻。不倫相手だった砥部との交通事故の翌朝に病院を脱け出す。行方不明となって雄一の夢に現れる。
和佳奈
演 - 並木塔子
雄一が鈴と勘違いした美貌の街娼。鈴の特徴である股座の三つ黒子の無い事が判って、雄一に別人と納得される。現実的な性格。
浅倉雄一
演 - 竹本泰志
仕事熱心でやり手である反面、妻の失踪後も他の女たちと束の間の愛に耽る。夫婦生活が忘れられず、鈴の姿をよく夢見る。
砥部光和
演 - 深澤和明
雄一の同僚で妻子ある身。不倫相手の鈴に惚れた余り、事故で一命を落とす。鈴はかすり傷で無事。
砥部茜
演 - 相沢みなみ
砥部の娘の大学生。滝口にはお小遣いを貰う程度で肉体関係はないが、やがて雄一に助けを求める。
砥部まなみ
演 - 佐々木麻由子
砥部の妻。夫を寝取られた口惜しさと喪失感から雄一と一緒にホテルへ行く。
今井美和
演 - 長谷川千紗
雄一の部下。仕事のできる雄一に好意を寄せ、積極的に誘惑を試みる。
岩田
演 - なかみつせいじ
バー「HIROSHI」のバーテン。猫が好きで、雄一の良き相談相手になる。
水木
演 - 飯島大介
雄一が勤める会社の常務。病院へ駆けつけた雄一に事故の経緯を説明する。
瀧口
演 - 森羅万象
雄一の取引先の部長。茜とは互いに身分や名前を偽って飲食し、金を受け渡す関係。
菅原
演 - 古本恭一
雄一の部下でよく軽口を叩く。前から今井に関心があるが、誘う勇気はない。

## スタッフ
- 監督・編集　工藤雅典
- 脚本　工藤雅典、橘満八
- 撮影　村石直人
- 照明　小川満
- 助監督　永井卓爾
- ポスター　MAYA
- スチール　伊藤太、KIMIKO
- 録音・整音　大塚学
- 音楽　たつのすけ
- VFXスーパーバイザー　竹内英孝
- 撮影助手　加藤育
- 照明助手　広瀬寛巳
- 制作応援　小林康雄
- 演出部応援　天野裕充、渡辺慎司
- 協力　KOMODO DUCT
- 制作　ネクストワン
- プロデューサー　秋山兼定
- 仕上げ　東映ラボ・テック
- 提供・配給　オーピー映画